# Делевинь, Кара
Ка́ра Джо́селин Делеви́нь (англ. Cara Jocelyn Delevingne /ˈkɑːrə ˌdɛləˈviːn/; род. 12 августа 1992, Хаммерсмит, Лондон, Англия, Великобритания) — британская супермодель и актриса. Одна из «стильных людей фешн-индустрии в возрасте до 45 лет» по мнению американской версии журнала Vogue. В рейтинге «50 супермоделей мира» профессионального портала Models.com фотомодель занимала 5 место, а в рейтинге британской Evening Standard «1000 самых влиятельных лиц 2011 года» была отнесена в категорию «самых приглашаемых». Также Кара написала свою первую книгу «Зеркало, Зеркало», которая вышла в свет 5 октября 2017 года.

## Биография
Делевинь родилась 12 августа 1992 года в Хаммерсмите, Лондон в семье Пандоры Энн Делевинь (урожд. Стивенс) — персонального шоппера британской сети магазинов Selfridges и Чарльза Хамара Делевинь — проектировщика жилья. Она является внучкой бывшего главы государственной комиссии «Английское наследие» сэра Джослина Стивенса. Выросла в особняке в престижном лондонском районе Белгравия. У неё есть две сестры, старшая — Хлоя Джейн, средняя — модель и актриса Поппи Делевинь, а также единокровный брат Алекс Джефф. Делевинь училась в школе Фрэнсиса Холланда для девочек в центре Лондона до 16 лет, а затем переехала в школу Бедалеса в Стип, графство Гэмпшир, чтобы сосредоточиться на драме и музыке. Вследствие диспраксии ей было трудно учиться в школе. Через год она бросила учёбу и последовала за своей сестрой Поппи в модельный бизнес.
Модель
В 2012 году Делевинь, наряду с моделями Иди Кэмпбелл и Джордан Данн, стала лицом косметического бренда Burberry Beauty. Вместе с актёром Эдди Редмэйном была лицом рекламной кампании «весна/лето 2012» Burberry (фотограф Марио Тестино). Участвовала в рекламных кампаниях H&M Authentic Collection (2011), Dominic Jones Jewellery (2012), Blumarine и Zara. Британская версия журнала Vogue назвала Делевинь «звёздным лицом» сезона «осень/зима 2012—2013» за участие в показах Shiatzy Chen, Jason Wu, Oscar de la Renta, Burberry, Victoria's Secret, Dolce & Gabbana, Fendi, Stella McCartney и Chanel.
В ноябре 2012 года Делевинь получила звание «Модель года» от British Fashion Awards. В декабре 2012 года Делевинь подписала контракт с DKNY и стала официальным лицом марки на сезон «весна/лето 2013». Одна из моделей, долгое время участвовавшая в съёмках коллекций для интернет-магазина ASOS. В 2014 году Кара Делевинь стала лицом Topshop в рекламной кампании осень/зима 2014 года.
Актриса
Начиная с 2012 года Делевинь играла эпизодические роли в кино. В 2013 году Делевинь снялась в короткометражном фильме The Return и озвучила диджея на станции Non Stop Pop в видеоигре Grand Theft Auto V.
2 декабря 2014 года девушка прошла кастинг для фильма «Отряд самоубийц» на роль главной антагонистки — Чародейки. Снялась в клипе Die Antwoord на песню «Ugly Boy».
В 2015 году Делевинь сыграла одну из главных ролей в экранизации романа Джона Грина «Бумажные города» как Марго Рот Шпигельман.Также в этом году 12 мая Люк Бессон на своей страничке в Facebook написал, что пригласил Кару Делевинь на главную роль в фильме «Валериан и город тысячи планет», премьера которого состоялась 21 июля 2017 года, в России — 10 августа 2017 года.

## Личная жизнь
Отношения
Кара Делевинь — открытая пансексуалка. В мае 2018 года Делевинь рассказала, что она гендерфлюид. Актриса пользуется местоимениями «она»/«её».
В разные годы встречалась с Мишель Родригес, St. Vincent (2014—2016), Пэрис Джексон (2018) и Эшли Бенсон (2018—2020). По слухам, в 2021 году встречалась с Джейденом Смитом.
Скандалы
В начале мая 2013 года ряд известных британских изданий активно обсуждали случай, когда фотокамеры застали Делевинь с выпавшим из её сумочки пакетиком с белым порошком. На фотографиях также было видно, как модель пытается быстро его спрятать. Бренд H&M, который в 2005 году прекратил сотрудничество с Кейт Мосс из-за инцидента с наркотиками, сделал официальное заявление для Daily Mail, в котором заявил, что проводит разбирательство. В августе того же года H&M отказался продолжать сотрудничество с Карой Делевинь. Пресс-секретарь компании объяснил это тем, что они не видят необходимости в работе с ней в обозримом будущем, «она не наша модель… мы просто воспользовались её услугами для данного показа», а то, что она воспринималась как лицо бренда H&M, было «недопониманием».

## Фильмография
| Год       |     | Русское название               | Оригинальное название                       | Роль                 |
| --------- | --- | ------------------------------ | ------------------------------------------- | -------------------- |
| 2012      | ф   | Анна Каренина                  | Anna Karenina                               | Княжна Сорокина      |
| 2013      | кор |                                | The Return                                  |                      |
| 2014      | с   | Плейхаус                       | Playhouse Presents                          | Хлоя                 |
| 2014      | ф   | Лицо ангела                    | The Face of an Angel                        | Мелани               |
| 2014      | тф  |                                | The Feeling Nuts Comedy Night               |                      |
| 2014      | кор |                                | Die Antwoord: Ugly Boy                      |                      |
| 2015      | кор |                                | Taylor Swift: Bad Blood                     | мама Чаккер          |
| 2015      | ф   | Бумажные города                | Paper Towns                                 | Марго Рот Шпигельман |
| 2015      | ф   | Пэн: Путешествие в Нетландию   | Pan                                         | русалка              |
| 2016      | ф   | Влюблённые дети                | Kids in Love                                | Виола                |
| 2016      | ф   | Отряд самоубийц                | Suicide Squad                               | Джун Мун / Чародейка |
| 2017      | ф   | Тюльпанная лихорадка           | Tulip Fever                                 | Аннета               |
| 2017      | ф   | Валериан и город тысячи планет | Valerian and the City of a Thousand Planets | Лорелин              |
| 2018      | ф   | Лондонские поля                | London Fields                               | Кэт Талент           |
| 2018      | ф   | Её запах                       | Her Smell                                   | Кэсси                |
| 2019—2023 | с   | Карнивал Роу                   | Carnival Row                                | Виньетт Стоунмосс    |
| 2020      | ф   | Жизнь за год                   | Life in a Year                              | Изабель              |
| 2022      | с   | Убийства в одном здании        | Only Murders in the Building                | Элис Бэнкс           |
| 2023      | с   | Американская история ужасов    | American Horror Story                       | –                    |